# Institut d'optique Graduate School
Fundada em 1912, a Institut d'optique Graduate School (ou École supérieure d'optique ou SupOptique) é uma escola de engenharia, instituição de ensino superior público localizada na cidade do Palaiseau, França.
A SupOptique está entre as mais prestigiadas grandes écoles de
Engenharia da França, assim como todas as escolas do grupo ParisTech.
Campus da SupOptique situa-se no pólo universitário da Universidade Paris-Saclay.

## Laboratórios e centros de investigação
- Ótico
- Físico
- Imagens
- Fotônica
- Nanociência
- Metrologia

## Graduado famoso
- Albert Arnulf, engenheiro óptico, professor e físico francês.
- André Maréchal, físico francês.
- Florin Abelès, físico francês.
- Antoine Émile Henry Labeyrie, astrônomo francês.